# Обердишинген
Обердишинген (њем. Oberdischingen) општина је у њемачкој савезној држави Баден-Виртемберг. Једно је од 55 општинских средишта округа Алб-Донау-Крајс. Према процјени из 2010. у општини је живјело 2.026 становника. Посједује регионалну шифру (AGS) 8425088.

## Географски и демографски подаци
Обердишинген се налази у савезној држави Баден-Виртемберг у округу Алб-Донау-Крајс. Општина се налази на надморској висини од 483 метра. Површина општине износи 8,8 km². У самом мјесту је, према процјени из 2010. године, живјело 2.026 становника. Просјечна густина становништва износи 229 становника/km².